# Kolding Fjord
55°29′34″N 9°31′37″Ø / 55.49276237438122°N 9.527034759521484°Ø
Kolding Fjord er en ca. 10 km lang fjord mellem Kolding Å og Lillebælt. På nordsiden ligger Gudsø Vig og den smalle Eltang Vig. På sydsiden ligger Agtrup Vig.

## Geologi
Kolding fjord er en tunneldal skabt af flere randmoræners påvirkning af området, hvoraf den første randmoræne blev dannet under den gammelbaltiske istid for ca. 22-25.000 år siden. Et par tusinde år senere trænger Nordøstisen frem fra øst og påvirker området. For ca. 14-15.000 år siden kommer den ungbaltiske is til området fra syd og sydøst og former området til storbakket, kuperet terræn. Området ligger på grænsen af det uregelmæssige morænelandskab, som blev skabt under den sidste istid, Weichsel, af randmoræner.
De tydelige tunneldale er dannet af smeltevandet. Hovedstilstandslinjen, der var aflejret af Nordøstisen, er den ældste i området. Jordbunden består hovedsagelig af moræneler fra den sidste istid, Weichsel.
Efter istiden, ca. 9.000 f.Kr og de næste ca. 7.000 år frem, stiger temperaturen, og området præges af globale klimatiske ændringer og mere lokale geologiske forhold i Holocænperioden.

## Geografi
Fjorden er ca. 10 km lang har en 7 meter dyb sejlrende, der fører ind til Kolding Havn.
Kommer man sejlende fra Lillebælt mod vest, har man til venstre Løverodde først, dernæst Agtrup Vig. Til sidst i bunden af fjorden kommer bydelen Rebæk, endelig Marina Syd og selvfølgelig Kolding.
Til højre ses Skærbækværket først, så kommer Eltang Vig, dernæst Drejens Odde, Hotel Koldingfjord og i bunden af fjorden bydelen Strandhuse.

## Fjordsejlads
Fjorden har været besejlet siden 1300-tallet af handelsskibe og bliver det den dag i dag. Et sikkert vidnesbyrd på dette er vraget af et skibsvrag, ,der blev fundet i 1943. Det var en kogge dateret til ca. år 1200. I 1920'erne opstod flere private sejlruter med fjordbåde som udflugtsmulighed. De startede i havnen og lægger til bl.a ved forlystelsesstederne Grúns Restaurant. , Christiansminde i Agtrup Vig,Elvig Høj og Løveroddepavillionen.
Kolding Havn omsatte i 2007 1,28 millioner tons gods over kaj.

## Naturen
Fjorden munder ud i Lillebælt, som er hjemsted for flere tusinde marsvin. Det er den eneste fastboende hval i danske farvande, og den observeres tit i fjorden. De store dybder i bæltet tiltrækker mange fisk som torsk, sild og havørred og mange andre arter, og disse fisk kan fanges i fjorden.

## Galleri
- Udsigt over Kolding Fjord til Sønder Stenderup skov fra Dansk Sygeplejehistorisk Museum, juli 2014
- Udsigt ind over Kolding, juli 2014
- Udsigt fra Koldinghus over fjorden, august 2014
- Udsigt ind over Kolding, august 2015